# Stan Hope
Stan Hope (* 10. Juli 1933 in Atlantic City) ist ein US-amerikanischer Jazz-Pianist.
Hope wuchs in Atlantic City auf; frühe musikalische Vorbilder waren das Count Basie Orchestra, das in der Stadt auftrat, sowie der Pianist Erroll Garner. Hope bekam Klavierunterricht von seiner Mutter, als er zehn Jahre alt war. 1949 begann er seine Musikerkarriere und spielte u. a. mit Coleman Hawkins, Hank Mobley, Lorez Alexandria, Johnny Hartman und Hank Crawford; außerdem trat er in New Yorker Clubs wie dem Birdland, dem Village Vanguard und dem Blue Note auf. 1972 nahm er ein erstes Album für Mainstream Records auf. Mitte der 1980er Jahre wurde er Begleitmusiker der Sängerin Etta Jones und spielte in der Band des Tenorsaxophonisten Houston Person, mit dem er einige Alben aufnahm. Person wirkte auch an Hopes Album unter eigenem Namen auf dem Label Savant mit (Pastels, 1999); weitere Musiker waren Ray Drummond und Kenny Washington. Im Dezember 2004 folgte ein zweites Album in gleicher Besetzung (Put On a Happy Face).
Hopes Stil mischt Einflüsse von Erroll Garner und Bud Powell.

## Diskographische Hinweise
Alben unter eigenem Namen
- Pastels (Savant Records, 1999)
- Put On a Happy Face (Savant, 2005)

Alben als Sideman
- Hank Crawford: South Central (Milestone, 1990–92)
- Teddy Edwards: Close Encounters (High Note, 1999)
- Etta Jones: I'll be Seeing You (Muse, 1987), Sugar (Muse, 1989)
- Houston Person: The Talk of the Town (Muse, 1987), Basics (Muse, 1987)
- Houston Person: Social Call (High Note, 2003); To Etta with Love (High Note, 2004)